# Rassocha (Popigai)
Die Rassocha (russisch Рассоха) ist ein linker 89 km langer Nebenfluss des Popigai in der russischen Region Krasnojarsk im Nordwesten von Ostsibirien.

## Verlauf
Die Rassocha entsteht am Zusammenfluss ihrer beiden Quellflüsse Nalim-Rassocha (rechts, 221 km lang) und Kjungkjui-Rassocha (links, 185 km lang). Sie fließt in weiten Windungen in nordöstlicher Richtung und mündet nach 89 km in den Popigai. Die Rassocha durchfließt eine unbewohnte Hochebene am Nordwestrand des Popigai-Kraters. Zusammen mit dem rechten Quellfluss Nalim-Rassocha hat die Rassocha eine Gesamtlänge von 310 km. Sie entwässert ein Areal von 13.500 km². Zwischen Ende September und Juni ist die Rassocha eisbedeckt.